# Xanthophyllum stipitatum
Xanthophyllum stipitatum är en jungfrulinsväxtart som beskrevs av Alfred William Bennett. Xanthophyllum stipitatum ingår i släktet Xanthophyllum och familjen jungfrulinsväxter. Utöver nominatformen finns också underarten X. s. glabrum.